# Mainkanal (Hanau)

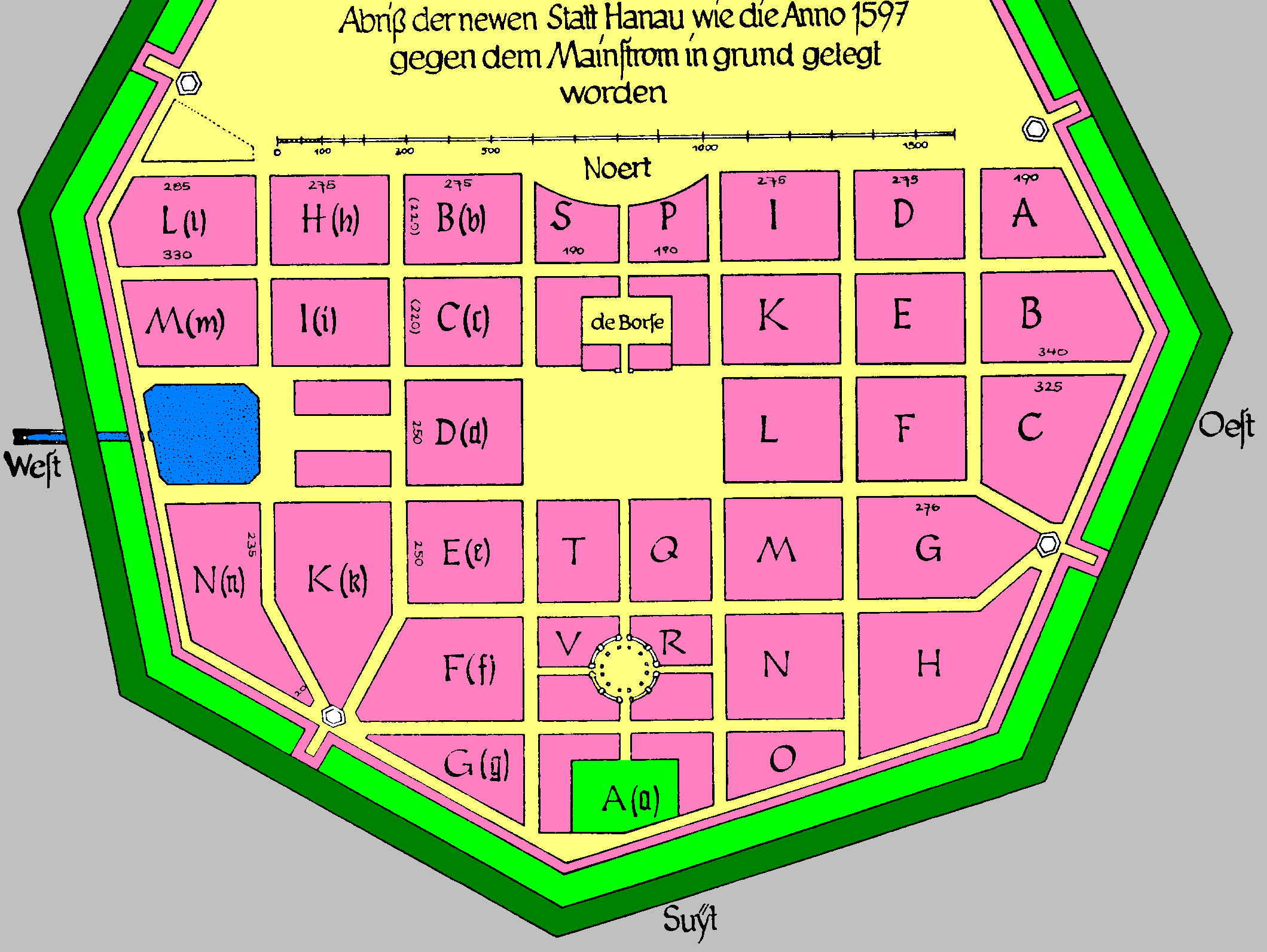
Entwurf für die Anlage der Hanauer Neustadt 1597. Das Hafenbecken ist am linken Stadtrand zu sehen.

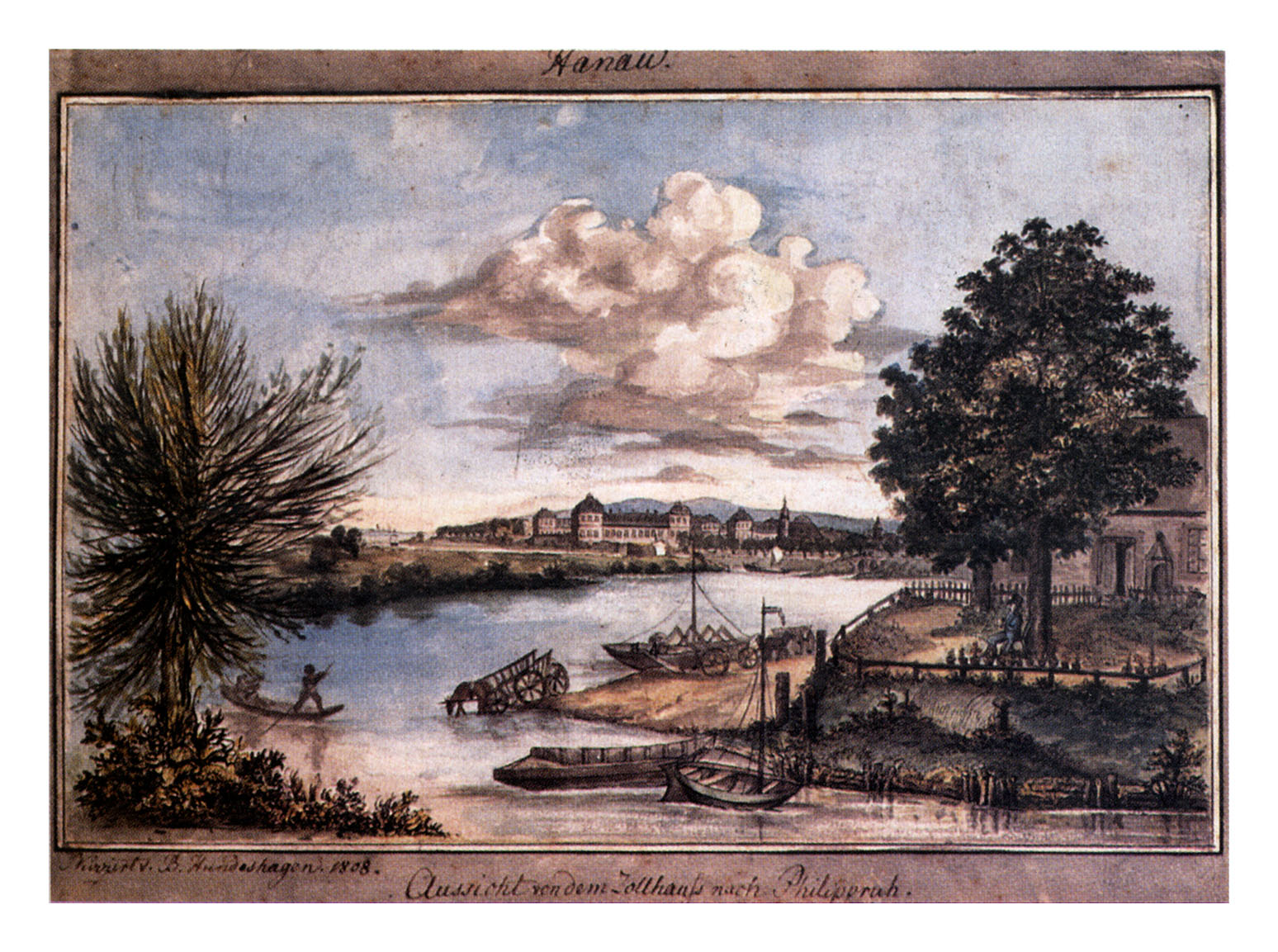
Bernhard Hundeshagen: Aussicht von dem Zollhaus nach Philippsruh. Zu sehen ist die Einfahrt zum Mainkanal im Jahr 1810.

Der Mainkanal in Hanau ist das Relikt des ehemaligen Main-Hafens der Neustadt Hanau.

## Lage
Der Mainkanal liegt am rechten Ufer des Mains und zweigt von dort ca. 100 Meter flussaufwärts der Kinzigmündung ab. Von dort verlief er als Stichkanal in nordöstlicher Richtung, ursprünglich bis zum Kanaltorplatz.

## Geschichte
Am 1. Juni 1597 schloss Graf Philipp Ludwig II. von Hanau-Münzenberg einen Vertrag mit calvinistischen Flüchtlingen, die ursprünglich aus Frankreich und den Spanischen Niederlanden stammten, die Kapitulation der Neustadt Hanau, die ihre Ansiedlung in Hanau regelte. Der Graf stellte das Baugelände südlich der Hanauer Altstadt zur Verfügung. Dem Stadtgrundriss lag ein regelmäßiges, im Winkel von 90 Grad zueinander verlaufendes Straßennetz zugrunde, das die zu bebauenden Straßenblöcke begrenzte. Diese Neueinwohner Hanaus waren hoch qualifizierte Handwerker und Händler mit europaweiten Verbindungen. Deshalb war im Südwesten der für sie neu anzulegenden Stadt auch ein Hafen innerhalb der Stadtbefestigung vorgesehen. Er war mit dem Main über einen Kanal verbunden, prosperierte aber wohl nicht so, wie ursprünglich geplant, was vielleicht auch daran lag, dass es sich als schwierig erwies, den Hafen auf Dauer befahrbar zu halten.
So wurde das Hafenbecken innerhalb der Festung Hanau schon 1666 wieder verfüllt, das Gelände zwischen 1673 und 1686 überbaut. Ab dem Anfang des 18. Jahrhunderts wurde der untere Teil des Mainkanals und das beidseitige Ufer des Mains als Hafen und Lände genutzt. Dort befindet sich in der Werftstraße auch noch ein historischer Kran, wohl aus dem 19. Jahrhundert. 1830 wurde am nördlichen Kanalende ein neues Zollamt durch Julius Eugen Ruhl errichtet. Der Vorgängerbau war in der Julirevolution von 1830 Ziel des Volkszorns gewesen und zerstört worden. Zuletzt wurde der Mainkanal als Winterhafen genutzt.

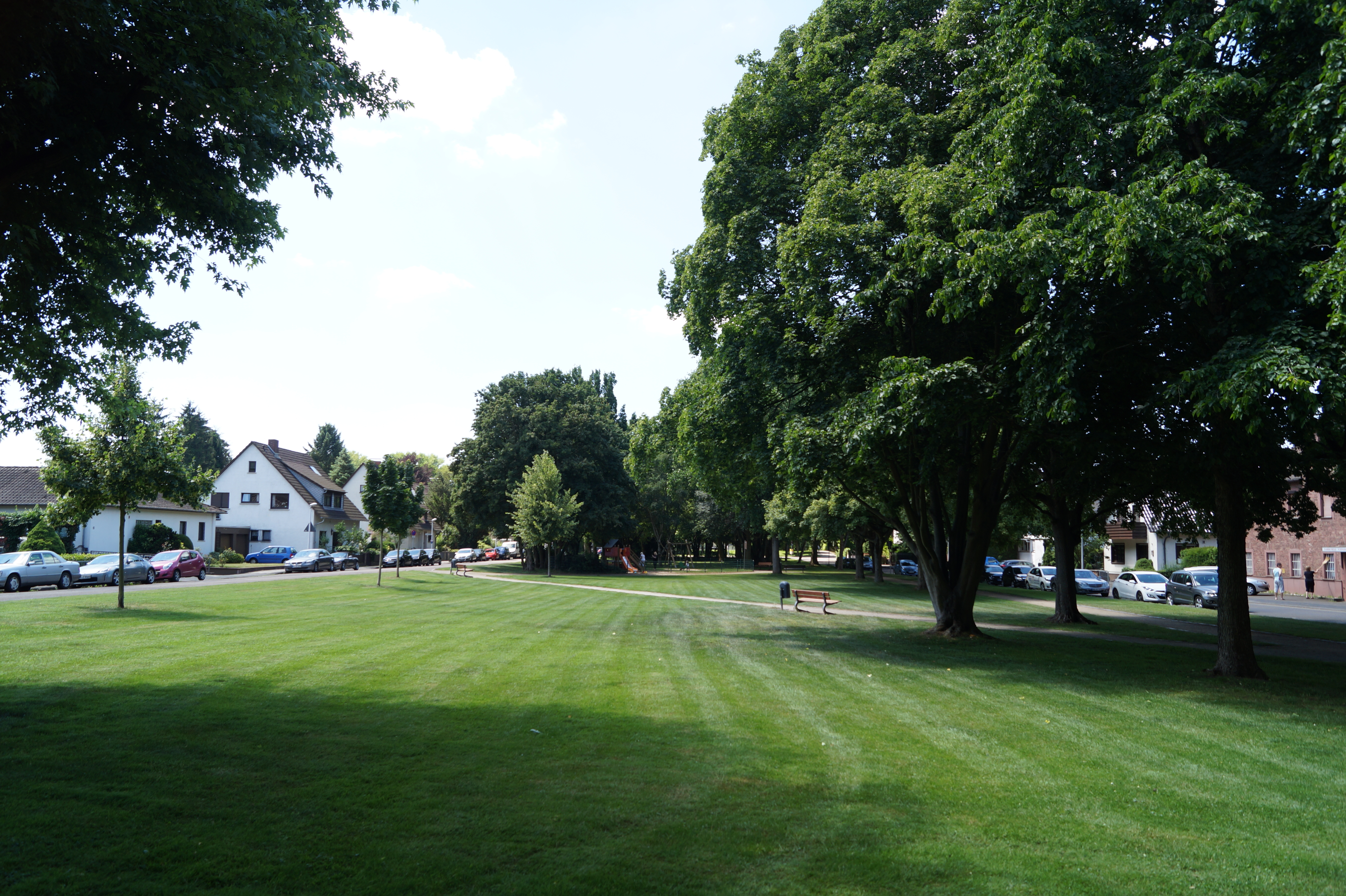
Grünanlage zwischen den Straßen „Am Mainkanal“ und „Am kleinen Main“ 2014

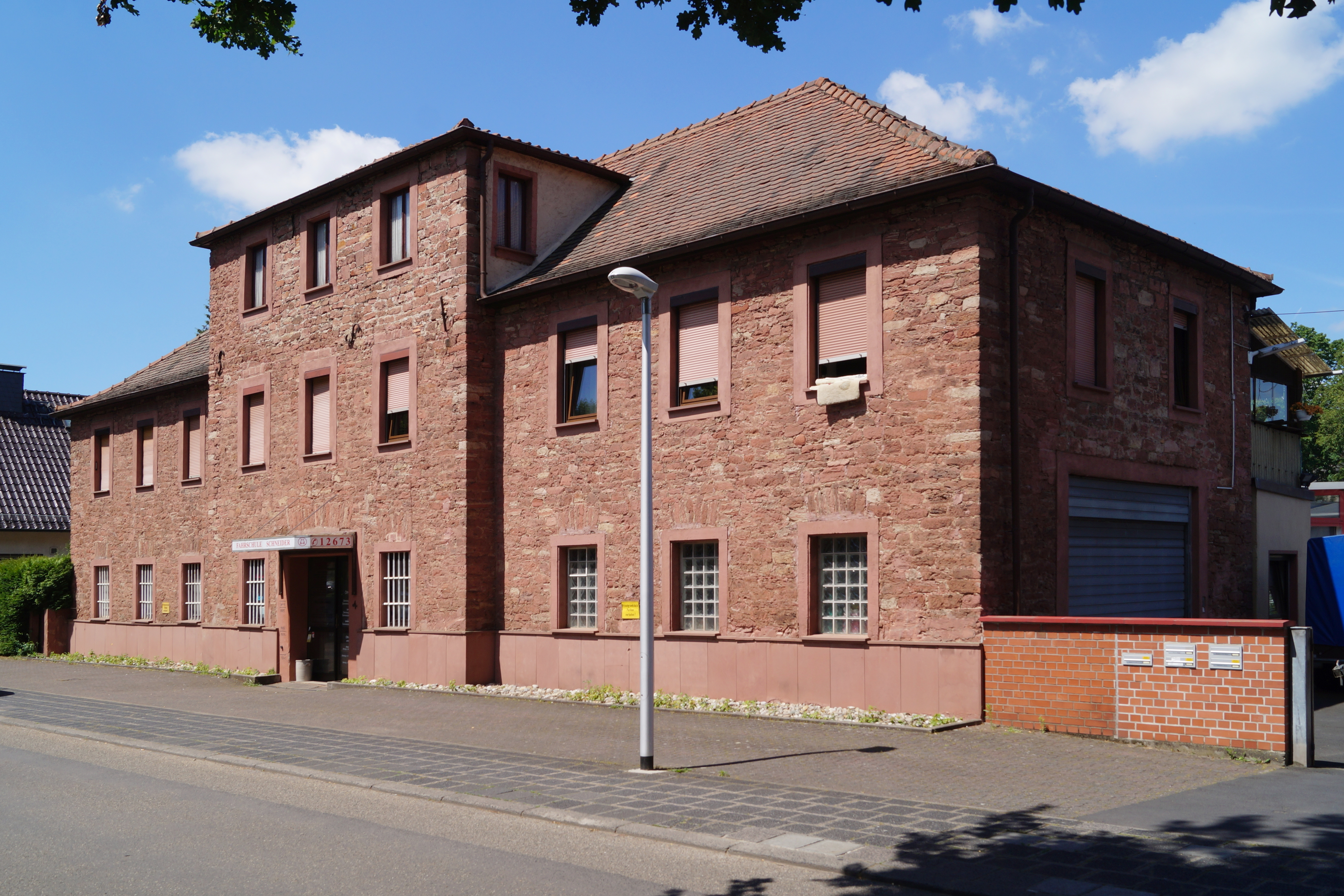
Sogenanntes Walz'sches Haus, Am Mainkanal 4

## Zustand
Der Mainkanal ist nur noch in seinem südwestlichen Verlauf, südwestlich der Frankfurt-Hanauer Eisenbahn zu erkennen.
Der flussnächste Abschnitt führt noch Wasser und dient heute dem Wasserstraßen- und Schifffahrtsamt Aschaffenburg als Diensthafen. Im nordwestlichen Teil des Geländes ist ein historischer Kran erhalten. Der anschließende Abschnitt bis zur Bahnlinie wurde 1952/53 zugeschüttet und führte bis dahin ebenfalls noch Wasser. Dieser präsentiert sich heute als baumbestandener Platz. Diese beiden Abschnitte sind denkmalrechtlich nach dem Hessischen Denkmalschutzgesetz Bestandteil der Gesamtanlage Am kleinen Main, Historischer Stichkanal.
Spätestens als die Frankfurt-Hanauer Eisenbahn 1854 nach Aschaffenburg verlängert wurde, wurde auch der Mainkanal nordöstlich der Bahn zugeschüttet. Von diesen Anlagen ist dort heute nichts mehr zu erkennen.
In der Straße Am Mainkanal 4 befindet sich noch ein historisches, nach den Zerstörungen des Zweiten Weltkriegs vereinfacht wieder aufgebautes Lagerhaus (sogenanntes Walz'sches Haus). Weitere an den Mainkanal erinnernde Straßennamen sind Vor dem Kanaltor und Kanaltorplatz.

## Varia
Zwischen Frühjahr (Laetare) und Herbst (Michaelis) pendelte nach der Gründung der Neustadt Hanau seit Anfang des 17. Jahrhunderts mehrfach wöchentlich ein Marktschiff von Hanau nach Frankfurt, das unter der (von Kurmainz bestrittenen) Hoheit des Grafen von Hanau-Münzenberg stand. Dieses Schiff benutzte vermutlich auch den Mainkanal. Dieser Verkehr wurde erst nach Eröffnung der Frankfurt-Hanauer Eisenbahn 1848 aufgegeben.